# Samojská tala
Samojská tala je zákonným platidlem polynéského ostrovního státu Samoa. Její ISO 4217 kód je WST. Jedna setina taly se nazývá „sene“. Názvy tala a sene jsou místními ekvivalenty pro slova dolar a cent. Značka pro talu je $, ale pro rozlišení od jiných měn se před tento znak dávají písmena WS (WS$).

## Historický vývoj měn Samoy
- Německá marka (1900–1914): Samoa (pod názvem Západní Samoa) byla jednou z německých kolonií a používala měnu svého nadřazeného celku.
- Západosamojská libra (1914–1967): Západní Samoa se dostala v roce 1914 jako mandátní území Společnosti národů pod správu Nového Zélandu. Nový Zéland používal novozélandskou libru. V Západní Samoi se používaly mince novozélandské libry, ale bankovky libry používala Západní Samoa vlastní.[2] V roce 1962 získala Západní Samoa nezávislost, ale libru používala i nadále.
- Západosamojská tala (1967–1997): V roce 1967 nahradila tala libru v poměru 1 libra = 2 taly. Libra se do té doby podle britské vzoru dělila na 20 šilinků a každý šilink se dále skládal z 12 pencí. Nově vzniklá tala však začala používat desítkovou soustavu. V témž roce zavedl i Nový Zéland svou novou měnu – novozélandský dolar (ve stejném poměru 1 libra = 2 dolary).
- Samojská tala (1997 – dosud): V roce 1997 vypustil stát Západní Samoa ze svého názvu slovo Západní a přejmenoval se na Samoa. I národní měna vypustila ze svého názvu předponu západo-. Změna názvu nic nezměnila na hodnotě měny, nadále se jedná o tu talu, která vznikla v roce 1967.

## Mince a bankovky
- Mince taly mají nominální hodnoty 10, 20, 50 sene, dále 1 a 2 tala.[3]
- Bankovky jsou tisknuty v hodnotách 5, 10, 20, 50 a 100 tal.[4]